# Giuseppe Antonio Rusconi
Giuseppe Antonio Rusconi (Zaragoza, 17 de junio de 1749 - Bellinzona, 2 de junio de1817) fue un militar y político suizo, miembro del parlamento federal y consejero de estado de Tesino.

## Biografía
Giuseppe Antonio Rusconi era hijo del oficial del ejército español, Ludovico Andrea Rusconi, nacido en Giubiasco. A la edad de 13 años se unió al regimiento suizo en Buch, como cadete al servicio del rey de España. En 1776 se consiguió el cargo de ayudante de mayor y hauptmann. Fue herido durante el sitio de Gibraltar. En 1781 fue ascendido a teniente coronel. En 1790 renunció a su cargo y regresó a Bellinzona, donde en 1792 fue comandante de las milicias de la bailía.
Desde 1798 hasta principios de noviembre de 1801 fue gobernador del cantón de Bellinzona. De 1803 a 1815 fue el miembro del parlamento de Ticino (presidente en 1804, 1807, 1811 y 1814), de 1803 a 1813 fue miembro del Pequeño Consejo (presidente en 1804 y 1810). En 1804, 1809 y de 1811 a 1813 representó al cantón de Ticino en la Dieta Federal. En 1811 se opuso con vehemencia al cambio propuesto por Napoleón Bonaparte de las fronteras del Tesino.